# Pleustoides quadridens
Pleustoides quadridens is een vlokreeftensoort uit de familie van de Pleustidae. De wetenschappelijke naam van de soort is voor het eerst geldig gepubliceerd in 1955 door Bulycheva.